# Matthew Pavlich

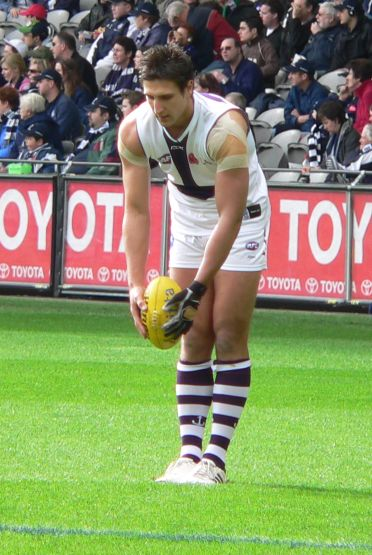
Matthew Pavlich bei einem Kick 2006.

Matthew Pavlich (* 31. Dezember 1981 in Adelaide) ist ein Australian-Football-Spieler, der für die Fremantle Dockers in der Australian Football League aktiv ist. Mit sechs Nominierungen für das All-Australian-Team ist er einer der erfolgreichsten Australian-Football-Spieler dieser Zeit. Der 1,92 Meter große und 99 Kilogramm schwere Australier spielt auf der Position des Centre-half-forward, trägt die Nummer 29 und ist seit 2007 Kapitän der Dockers.

## Karriere
Pavlich besitzt schottische, deutsche, irische und kroatische Wurzeln. Er wurde 1999 an vierter Stelle von den Fremantle Dockers gedraftet, nachdem er bereits 1998 erfolglos am Draft teilgenommen hatte. Am fünften Spieltag der Saison 2000 gab der damals 19-Jährige sein Debüt in der AFL gegen die Melbourne Demons. Mit seinen ersten beiden Kicks erzielte er sofort zwei Goals, absolvierte die weiteren 18 Saisonspiele der Dockers und wurde für den Rising Star Award nominiert. 
2001 entwickelte sich Pavlich zum Führungsspieler der Dockers, nachdem er offensiver agierte als in seiner Rookie-Saison. Er erzielte 28 Goals in 21 Spielen, konnte die schwache Teamleistung von Fremantle jedoch nicht alleine ausgleichen. Im folgenden Jahr wurde er von Trainer Chris Connolly in einer defensiveren Rolle eingesetzt, in der Pavlich aufblühte und starke Leistungen zeigte. Dies bewies seine Vielseitigkeit auf dem Spielfeld, sowohl in der Verteidigung, als auch in der Offensive. Mit 20 Jahren wurde er erstmals für das All-Australian-Team als Fullback nominiert. 2003 wurde er erneut offensiver eingesetzt und erzielte 37 Goals in 23 Spielen für die Dockers. Dies brachte ihm eine erneute Nominierung für das All-Australian-Team ein. 
In der Saison 2005 wurde Pavlich erneut auf einer neuen Position eingesetzt, dieses Mal auf der des Centre-half forward, was einen massiven Einfluss auf das Spiel der Dockers zur Folge hatte. Pavlich erzielte 61 Goals und konnte mehr Marks als jeder andere Fremantle-Spieler verbuchen. Am 13. Dezember 2006 wurde er schließlich zum Kapitän der Dockers ernannt, dessen Position er bis heute bekleidet. 2007 erzielte Pavlich 72 Goals und stellte damit einen neuen Vereinsrekord auf, nachdem er bereits 2006 71 Goals verbuchen konnte, doch die schwachen Teamleistungen konnte er erneut nicht kompensieren. 
Die folgenden Jahre waren geprägt von Positionswechseln, die Pavlich durch seine Vielseitigkeit kaum in seiner Leistung beeinflussten. 2009 erzielte er 28, 2010 61 und 2011 21 Goals und zählte damit zu den besten Spielern der Dockers. In der Saison 2012 erzielte er sein 500. Goal und war damit der erste Fremantle-Spieler, der diese Marke knacken konnte.
Insgesamt erzielte Pavlich in seiner bisherigen Karriere (Stand Ende der Saison 2012) in 279 Spielen 558 Goals, 337 Behinds, 5.046 Disposals und im Durchschnitt zwei Goals pro Spiel.

## Erfolge
- All-Australian-Team-Nominierungen (6): 2002, 2003, 2005, 2006, 2007, 2008